# Кенерт

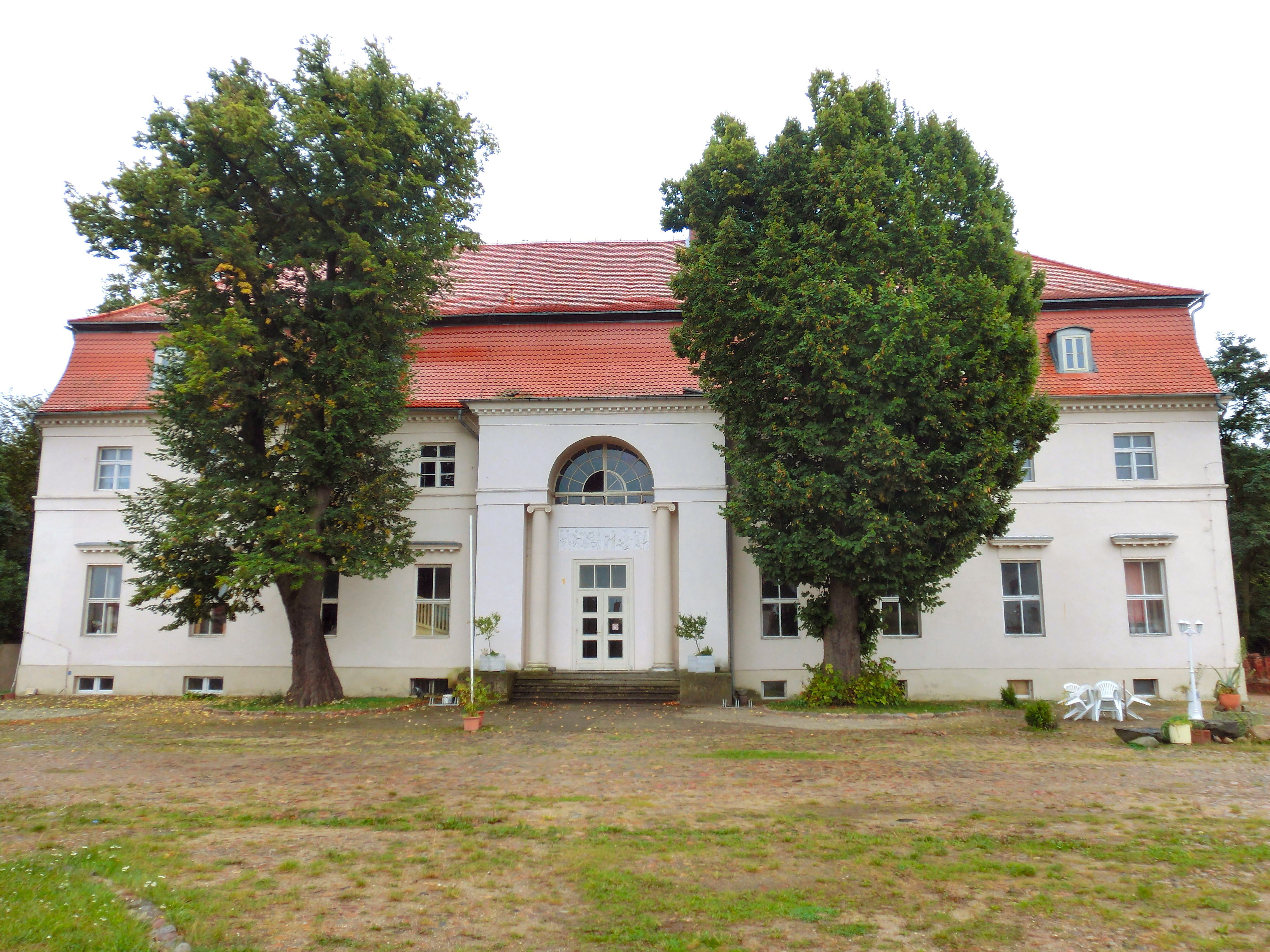
Усадьба

Кенерт (нем. Kehnert) — деревня в Германии, в земле Саксония-Анхальт. Входит в состав города Тангерхютте района Штендаль.
Население составляет 379 человек (на 31 декабря 2006 года). Занимает площадь 9,30 км².

## История
Впервые упоминается в 1306 как Конре. В 1803 году по проекту архитектора Карла Готтгарда Лангганса была построена усадьба Кенерт. В 1830 году построена фахверковая церковь.
Ранее Кенерт имел статус общины (коммуны). 31 мая 2010 года населённый пункт вошёл в состав города Тангерхютте. Последним бургомистром общины был Юрген Шрёдер.